# Christian Roger Okemba
Christian Roger Okemba (* 27. Juli 1960, Brazzaville) ist ein Politiker der Republik Kongo.

## Leben
Okemba stammt aus der Region Cuvette. Er war leitender Mitarbeiter im Bereich Politikwissenschaften an der Université Marien Ngouabi in Brazzaville.
Am 24. August 2017 wurde er als Kandidat der Parti Congolais du Travail zum Leiter des Conseil départemental et municipal (Stadt- und Departementsrates) von Brazzaville gewählt und damit Maire (Bürgermeister) von Brazzaville. Er erhielt 82 von 98 Stimmen und folgte auf Hugues Ngouélondélé, der seit 15 Jahren Bürgermeister gewesen war.
Im Februar 2020 wurde Okemba von den Gemeindebehörden beschuldigt, Überweisungen in Höhe von 1,2 miard. FCFA (mehr als 1,9 Mio. Euro) auf private Konten geleitet zu haben. Er wurde am 28. Februar von Innenminister Raymond Zéphirin Mboulou für die Dauer der Ermittlungen suspendiert. Am 13. März wurde er inhaftiert und am 20. April wurde er vom Ministerium entlassen. Er wurde am 22. Mai durch Dieudonné Bantsimba (PCT), dem einzigen Kandidaten ersetzt.
Am 18. Juli 2020 wurde er vom Strafgericht in Brazzaville wegen „Veruntreuung öffentlicher Besuche“ („détournements de deniers publics“) zu fünf Jahren Gefängnis verurteilt. Seine Frau Anastasie Eleonore Okemba saß drei Jahre im Gefängnis (prison avec sursis). Außerdem zahlte er einen Betrag von 200 Mio. FCFA (304.000 Euro) an das Bürgermeisteramt von Brazzaville.